# Greca de Decimomannu
Santa Greca de Decimomannu (Decimomannu, 12 de octubre de 284 - ibídem, 12 de enero de 304) es una santa italiana. Es considerada «virgen y mártir» por la Iglesia católica. Su principal santuario es la iglesia de Santa Greca, ubicada en la localidad de Decimomannu.

## Biografía
La Passio de la santa (cuya verdacidad es dudosa) señala que Greca fue una joven doncella que vivió entre los siglos III y IV de nuestra era. En aquel tiempo gobernaba el Imperio Romano el emperador Diocleciano, quien encabezó la peor persecución de cristianos de la historia. Greca fue detenida y encarcelada por negarse a abdicar de su fe.
Fue cruelmente torturada: azotaron su cuerpo con latigazos y posteriormente se le incrustaron tres clavos en la frente. Pese a esto, la santa continuó firme en su decisión, y en ningún momento pensó en renunciar a su fe. Finalmente, fue decapitada, el 12 de enero de 304. Su festividad se conmemora este mismo día.

## Reliquias

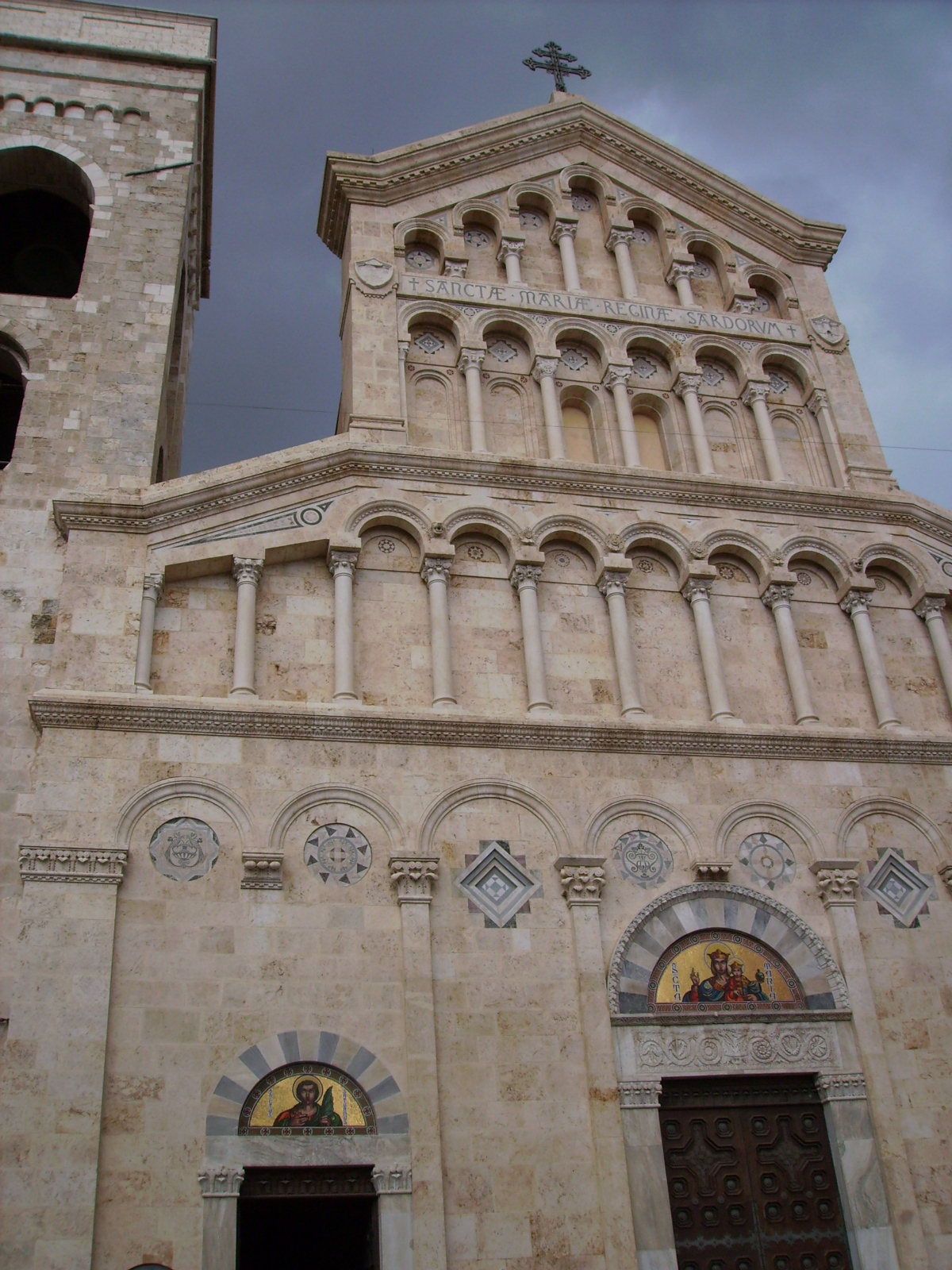
Catedral de Santa María de Cagliari. Aquí se encuentran parte de los restos de la santa.

En 1610, el obispo de Cagliari, monseñor Desquivel, junto al marqués de Palmas, encargaron excavar en Decimomannu, con el fin de poder encontrar reliquias de santos. Así fue como se halló una lápida con la siguiente inscripción:

B.M. GRECA-QUIESCIT IN PACE-VIXIT ANNIS XX-M. II D. XVIII-DEPOSITA-PRIDIE IDUS IANUARIAS

La parte inicial del párrafo fue interpretada originalmente como B(EATA) M(ARTYR) "bienaventurada mártir", sin embargo, la mayoría de epigrafistas actuales apuntan que en verdad ésta debió haber sido interpretado como B(ONAE) M(EMORIAE), que traducido significa "buena memoria". Es decir, en contexto, Greca, la de buena memoria.
La inscripción hallada sobre su tumba da escasas pistas sobre quién pudo haber sido este personaje. Se desconoce si en verdad "Greca" fue el nombre real de la santa, puesto que éste significa "griega" en latín, o simplemente fue un apelativo usado para designar su origen. El epitafio también nos dice que la santa fue enterrada el 12 de enero, por lo que se supone que la fecha de su deceso también ocurrió ese mismo día.
En ninguna parte se menciona el año de su fallecimiento. Basándose en tradiciones posteriores, éste ha sido fechado en el año 304. La mitad de su esqueleto permanece en Decimomannu, mientras que la otra mitad ha sido enviado a la Cripta de los Mártires, en la Catedral de Cagliari, en Italia.

## Culto
En 1777, se erigió una capilla sobre el sepulcro de la santa. Posteriormente, su culto se iría expandiendo por varias localidades de Cerdeña. Decimomannu decidió adoptarla como su patrona. En esta localidad se le conmemora tres veces al año: el 12 de enero, el 1 de mayo y el último domingo de septiembre. En esta última fecha se realiza una especie de romería, a la que acuden cientos de personas provenientes de distintos lugares de Italia.

## Iconografía
La santa presenta una iconografía muy poco desarrollada. En ocasiones aparece portando la palma del martirio, en otras, el lirio de la virginidad (típico en otras mártires), también se le suele representar con tres clavos incrustados en su frente (debido a su martirio), portando los evangelios, con una corona, y en especiales ocasiones con un crucifijo (símbolo de la fe cristiana) y más recientemente, portando un rosario.